# 空に星があるように (テレビドラマ)
『空に星があるように』（そらにほしがあるように）は、1988年1月13日から同年3月23日まで、TBS系列の水曜ドラマ（毎週水曜日21:00 - 21:54）で放送されたテレビドラマ。全11回。

## 概要
島公一と父の公太郎の親子は、茨城県大子町で小さな幸せを噛みしめつつのんびり暮らしていたが、ある時に公一は恋人にふられ、公太郎も人妻に手を出したことで町に居辛くなり、夜逃げ同然で町を飛び出して東京に居る娘・友紀の元に転がり込んだ。後日、友紀の友人の弥生の紹介で公一は大崎ニューシティにある「新日物産」に入社。そこで公一は、田村すみれや、公太郎の元教え子でもある杉本京子という美女に出会い、心ときめくものを感じるようになる。
本作放送の前年、1987年に完成した大崎ニューシティとその周辺を主な舞台として、地方から出て来た公一と公太郎の二人の姿を通し、男女の人間模様と哀歓、人間の優しさなどを描いた。

## キャスト
- 島公一：小堺一機
- 杉本京子：篠ひろ子
- 田村すみれ：賀来千香子
- 島公太郎：中条静夫
- 島友紀：伊藤かずえ
- 一瀬辰彦（課長）：伊武雅刀
- 秀島洋次郎（係長）：泉谷しげる
- 常川力子：池田裕子
- 池西弥生：室井滋 - 友紀の友人
- 田村真：円谷浩 - すみれの弟で、新日物産で公一と友紀の同僚
- 亨：アパッチけん（現・中本賢） - 友紀の友人で、新日物産で公一と友紀の同僚
- 香：片山由香 - 新日物産受付係

## スタッフ
- プロデューサー：飯島敏宏、松本健
- 脚本：松原敏春、水谷龍二
- 演出：飯島敏宏、松本健、赤羽博
- 主題歌：小堺一機&佐野めぐみ「今夜だけ少年に帰りたい」（作詞：松本一起、作曲：林哲司、編曲：清水信之、レーベル：フォーライフ・レコード）
- 制作：TBS、木下プロダクション[4]

## 放送日程
※新聞各紙のテレビ欄においてはサブタイトルは掲載されていなかったが、ここに於けるサブタイトルは週刊TVガイド（東京ニュース通信社）、ザテレビジョン（角川書店[当時]）に掲載されていたものによる。
| 話数 | 放送日  | サブタイトル           | 脚本     | 演出     |
| ---- | ------- | ---------------------- | -------- | -------- |
| 1    | 1月13日 | 美女との遭遇           | 松原敏春 | 飯島敏宏 |
| 2    | 1月20日 | 誤解しないで           | 松原敏春 | 松本健   |
| 3    | 1月27日 | 今夜だけ少年に帰りたい | 松原敏春 | 松本健   |
| 4    | 2月3日  | ひと恋しくて           | 松原敏春 | 松本健   |
| 5    | 2月10日 | 恋について告白します   | 松原敏春 | 赤羽博   |
| 6    | 2月17日 | マジメな交際とは       | 松原敏春 | 赤羽博   |
| 7    | 2月24日 | 抱きしめて             | 松原敏春 | 松本健   |
| 8    | 3月2日  | 誰だって淋しいのサ     | 水谷龍二 | 松本健   |
| 9    | 3月9日  | 君の涙を見た           | 水谷龍二 | 赤羽博   |
| 10   | 3月16日 | なぐられて・愛         | 水谷龍二 | 赤羽博   |
| 11   | 3月23日 | 今夜の君が好き         | 松原敏春 | 飯島敏宏 |